# Centre Catòlic (Reus)
El Centre Catòlic és un edifici de Reus (Baix Camp) inclòs a l'Inventari del Patrimoni Arquitectònic de Catalunya.

## Descripció
És un edifici entre mitgeres de planta baixa, dos pisos, barbacana i una teulada amb teula àrab. Hi ha tres obertures a la planta baixa, la central d'arc de mig punt adovellada, amb un petit escut amb la data «1342» a la peça clau. A dreta i esquerra de l'obertura central hi ha portes amb llinda, on a la de l'esquerra hi ha un relleu i la inscripció «IHS 1711», i a la dreta hi ha un petit relleu amb la data de «1931». Les obertures balconeres del primer pis tenen muntants i llindes, sobresortits igual que els buits de mig punt del segon pis.
L'edifici presenta sòcol a la planta baixa i dues motllures a diferent alçada a manera d'ornamentació. La façana és de pedra, obra de fusta, amb persianes de llibret i altres d'enrotllades.

## Història
Situat a l'edifici que havia estat de cal Nicolau, és propietat de l'església de sant Pere. Anteriorment hi havia estat instal·lat El Olimpo, una societat recreativa. El juliol de 1878 es fa menció al Diari de Reus del primer aniversari de la fundació del Centre Catòlic. Els estatuts del centre van ser aprovats l'any 1877 per l'alcalde Antoni Pascual, quan era prior Joan Alaix Biscarri. La nova entitat, que diu de bon començament que venia a impulsar les peregrinacions, una forma de manifestació pública del contingut ideològic del catolicisme, neix amb la benevolència de les autoritats locals i provincials, en un moment en què les organitzacions democràtiques i republicanes no gosaven demanar autorització perquè sabien que no trobarien l'aprovació legal.
La finalitat del Centre, en ser creat, era, segons manifestava, donar educació a la joventut, principalment l'obrera. Estava arrenglerat amb l'integrisme, i propicià tota mena d'activitats públiques del culte catòlic durant els anys de la Restauració.
El periodista i historiador reusenc Francesc Gras i Elies diu: «a mas hay sección dramática que actua en un bonito salón de espectáculos situado en el mismo local en donde se celebran veladas literarias y musicales. En esta sociedad hay establecida la redacción y administración del Semanario Católico de Reus, órgano de los intereses católicos de la ciudad que fué fundado el 4 de enero de 1896». El Semanario Católico va tenir un important paper en la vida local com a creador d'opinió i va sostenir dures polèmiques amb els mitjans d'expressió republicans. L'any 1899 la Junta del Centre Catòlic i el Semanario Católico van organitzar un certamen literari en honor de santa Teresa d'Àvila. Es va celebrar la festa el 10 de desembre d'aquell any. El jurat va rebre cent noranta-quatre composicions i es competia per onze premis, un d'ells ofert per Ferran de Miró i d'Ortaffà a un romanç històric de tema català, escrit en la nostra llengua. Estava format el Jurat per Joaquim Borràs i de March, president, Mossèn Joan Batalla, Joan Bofarull i Lluís Quer com a vocals, i mossèn Ramon Minguell com a secretari. L'historiador de la cultura reusenca Joaquim Santasusagna diu que aquest jurat constituïa el "veritable floret" dels escriptors catòlics de la ciutat.
El Centre Catòlic va rebre en donació uns 3.000 llibres de la biblioteca del bisbe Joan Baptista Grau i Vallespinós, que es conserven, almenys en part, en una sala adient.
A partir dels anys cinquanta del segle xx, el grup teatral se separa administrativament de l'entitat religiosa i passa a anomenar-se Bravium Cultural, i a gestionar el Bravium Teatre, referent del teatre d'aficionats a Reus.